# Carla Tuzzi
Carla Tuzzi (Frascati, 2 giugno 1967) è un'ex ostacolista italiana, 19 volte campionessa nazionale 9 volte all'aperto (1987/1990 e 1993/1997 sempre sui 100 hs) e 10 volte indoor (1988/1991 e 1993/1997 sui 60 hs e 1996 sui 60 piani). Ex primatista italiana dei 100 e dei 60 metri ostacoli.

## Biografia
Atleta in grado di dominare la ribalta nazionale per un lungo arco di tempo, come dimostrano i 19 titoli italiani conquistati nell'arco di 10 anni, ma anche in grado di mettersi in evidenza in assoluto a livello internazionale, vedi le due medaglie conquistate ai Giochi del Mediterraneo conquistate a dieci anni di distanza l'una dall'altra e il quinto posto agli europei indoor del 1994, nei 60 ostacoli.
È stata la prima atleta italiana a scendere al di sotto dei 13 secondi nei 100 m. a ostacoli, correndo per due volte in 12"97 e il suo record italiano è rimasto imbattuto sino al 2012.

## Record nazionali
- 100 m ostacoli: 13"08 (Neubrandenburg, 10 luglio 1988)
- 60 m ostacoli indoor: 7"97 (Parigi, 13 marzo 1994)
- 100 m ostacoli: 12"97 (Valencia, 12 giugno 1994; Trento, 16 giugno 1994)

## Palmarès
| Anno | Manifestazione          | Sede       | Evento            | Risultato    | Prestazione | Note             |
| ---- | ----------------------- | ---------- | ----------------- | ------------ | ----------- | ---------------- |
| 1987 | Giochi del Mediterraneo | Latakia    | 100 m hs          | Argento      | 13"57       | [ 1 ]            |
| 1988 | Europei indoor          | Budapest   | 60 m hs           | 4ª (q)       | 8"52        |                  |
| 1993 | Mondiali                | Stoccarda  | 100 m hs          | elim. batt.  | 13"54       |                  |
| 1994 | Europei indoor          | Parigi     | 60 m hs           | 5ª           | 7"97        | Record nazionale |
| 1994 | Europei                 | Helsinki   | 100 m hs          | elim. semif. | 13"05       |                  |
| 1995 | Mondiali indoor         | Barcellona | 60 m hs           | elim. semif. | 8"16        |                  |
| 1995 | Mondiali                | Göteborg   | 100 m hs          | elim. batt.  | 13"32       |                  |
| 1995 | Mondiali                | Göteborg   | Staffetta 4x100 m | elim. batt.  | rit.        |                  |
| 1996 | Giochi olimpici         | Atlanta    | 100 m hs          | elim. batt.  | rit.        |                  |
| 1997 | Giochi del Mediterraneo | Bari       | 100 m hs          | Bronzo       | 13"30       |                  |
| 1997 | Mondiali                | Atene      | 100 m hs          | elim. batt.  | 13"10       |                  |

## Campionati nazionali
- ai Campionati italiani assoluti di atletica leggera, 100 m hs (1987, 1988, 1989, 1990, 1993, 1994, 1995, 1996 e 1997)
- ai Campionati italiani assoluti di atletica leggera indoor, 60 m hs (1988, 1989, 1990, 1991, 1993, 1994, 1995, 1996 e 1997)
- ai Campionati italiani assoluti di atletica leggera indoor, 60 m (1996)